# Muncar (ort i Indonesien)
Muncar är en ort i Indonesien.   Den ligger i provinsen Jawa Timur, i den sydvästra delen av landet, 900 km öster om huvudstaden Jakarta. Muncar ligger 6 meter över havet och antalet invånare är 64 537.
Terrängen runt Muncar är huvudsakligen platt, men österut är den kuperad. Havet är nära Muncar österut.  Muncar är det största samhället i trakten. Omgivningarna runt Muncar är en mosaik av jordbruksmark och naturlig växtlighet.